# Zhagulu
Zhagulu (kinesiska: 扎古录) är en köping i nordvästra Kina. Den ligger i Jonê härad i den autonoma prefekturen Gannan för tibetaner i provinsen Gansu, omkring 160 kilometer söder om provinshuvudstaden Lanzhou.